# かつや
かつやは、アークランドサービスホールディングス傘下の株式会社かつやが展開する外食チェーン。

## 概要
屋号の通り、とんかつ・カツ丼など揚げ物を中心に提供する。キャッチコピーは「サクサクやわらか、ボリューム満点」。
「とんかつ和幸」や「新宿さぼてん」など他のとんかつ専門店チェーンの売れ筋メニューが中・高価格帯であるのに対し、揚げ物には特注のオートフライヤーを用い、従業員の熟練度に関係なく同じ品質で素早く調理できるようにすることで人件費を抑え、「カツ丼（梅）」を消費税込み500円台で提供するなど、低価格を実現させている。来店客には次回来店時に使える100円引き券を渡すことでリピーターを増やす施策をとっているのも特色となっている。
1998年の1号店をオープン以降、2023年11月現在、国内では沖縄県を除く46都道府県に展開するが、直営店以上にフランチャイズ展開を積極的に進めており、フランチャイズ店舗が全体の3分の2近くに達している。日本国外では香港・大韓民国・タイ・台湾・中国に計74店舗を展開している。

## メニュー

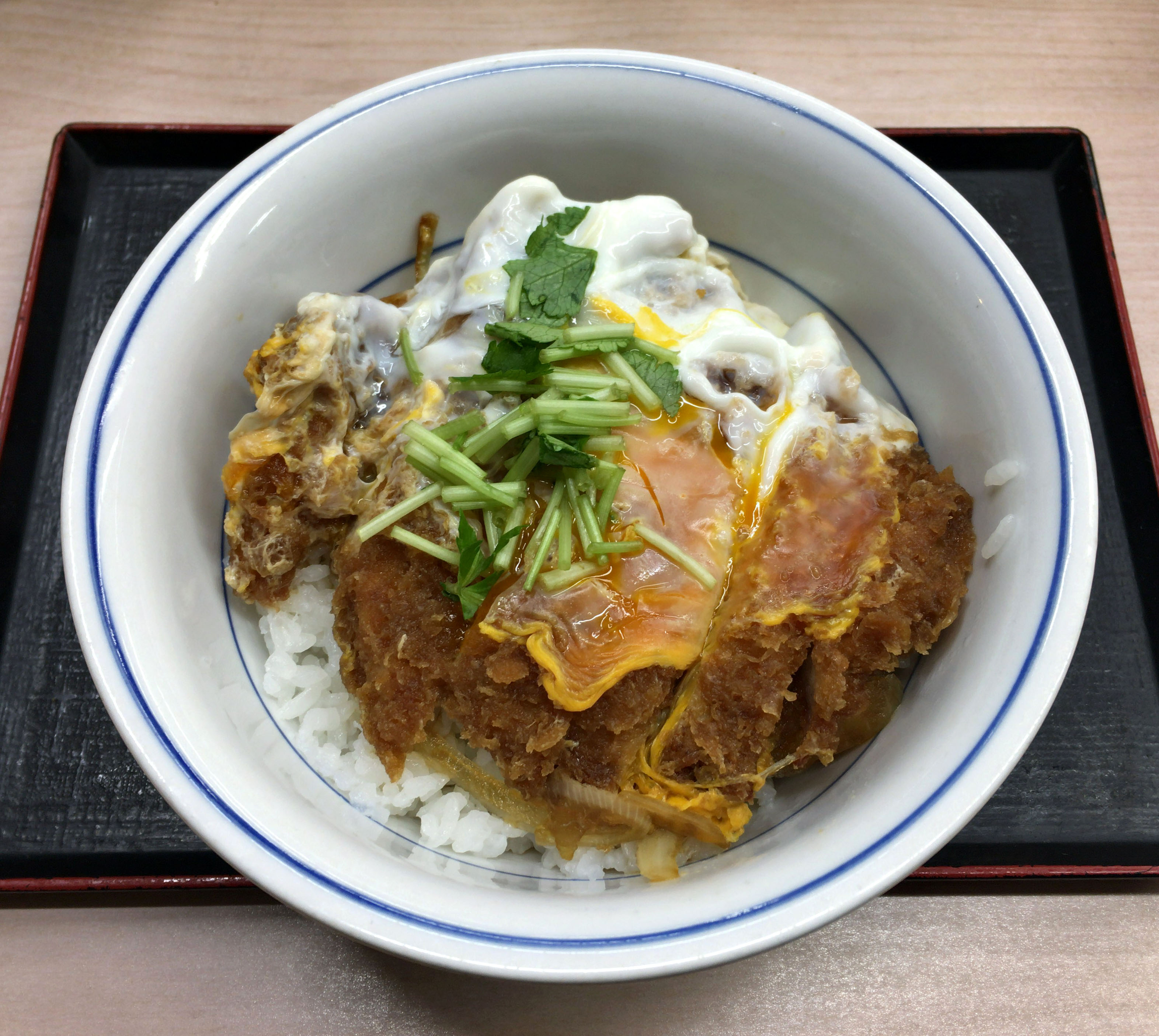
カツ丼（梅）

主力となるカツ丼（卵とじカツ丼）は豚のロース肉を使用し、梅（80g）・竹（120g）・松（80g×2枚）のサイズ種別がある。どんぶりメニューには他にヒレカツ丼（ヒレカツ3枚）、ソースカツ丼（梅・竹）、特カツ丼（カツ丼「梅」に温泉たまご載せ+ご飯増量）があり、かつてはねぎ玉カツ丼（梅・竹）、赤辛カツ丼（梅・竹）も提供していた。汁物はとん汁のみ提供しているが丼には付かないため、必要な場合は別途注文する必要がある。
定食メニューとしては、ロースカツ定食（カツ丼「竹」に相当）、ダブルロースカツ定食（カツ丼「松」に相当）、ヒレカツ定食（3枚）の他、とん汁定食（ご飯・とん汁（大）とロースカツ80gまたはヒレカツ2枚)、海老ロースカツ定食、海老ヒレカツ定食、海老ヒレメンチカツ定食、メンチカツ定食、ロース・メンチカツ定食、おろしカツ定食（ロース）、おろしヒレカツ定食、ねぎ味噌チキンカツ定食、タルタルチキンカツ定食がある。とん汁定食以外の全ての定食メニューにはご飯ととん汁（小）が付く。定食のとん汁は別料金でサイズ変更が可能。
カレーはトッピングのないカレーはメニューになく、カツカレー（梅・竹・松）、ヒレカツカレー（梅・竹）、海老ヒレメンチカツカレーがある。
ほぼ全てのメニューがテイクアウト（持ち帰り）に対応する。ただし弁当にはとん汁はつかず、単品としてとん汁（大）のみ販売。単品メニューとして海老フライ・唐揚げ・ポテトコロッケ・チーズコロッケ・メンチカツ・イカフライ・ロースカツ・ヒレカツ・ひとくちロースカツ(40g)などがあり、1個から注文が出来、店内飲食時の注文も可能。
ほぼ月替わりで期間限定の変わり種メニューを提供しているのも特徴。フランチャイジーによってはメニューの内容が一部異なる。

## 店舗例

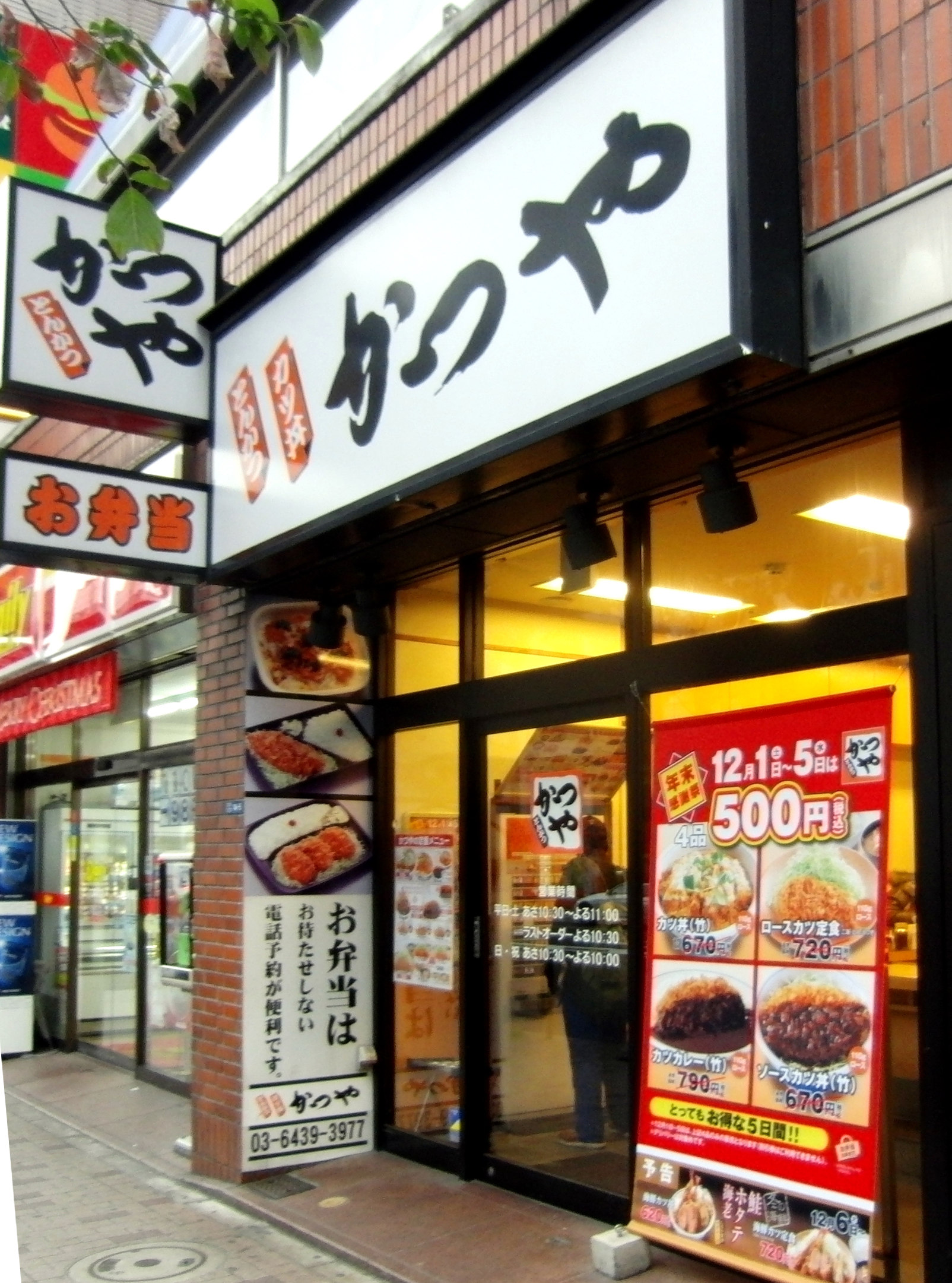
かつや六本木7丁目店（東京都港区六本木）
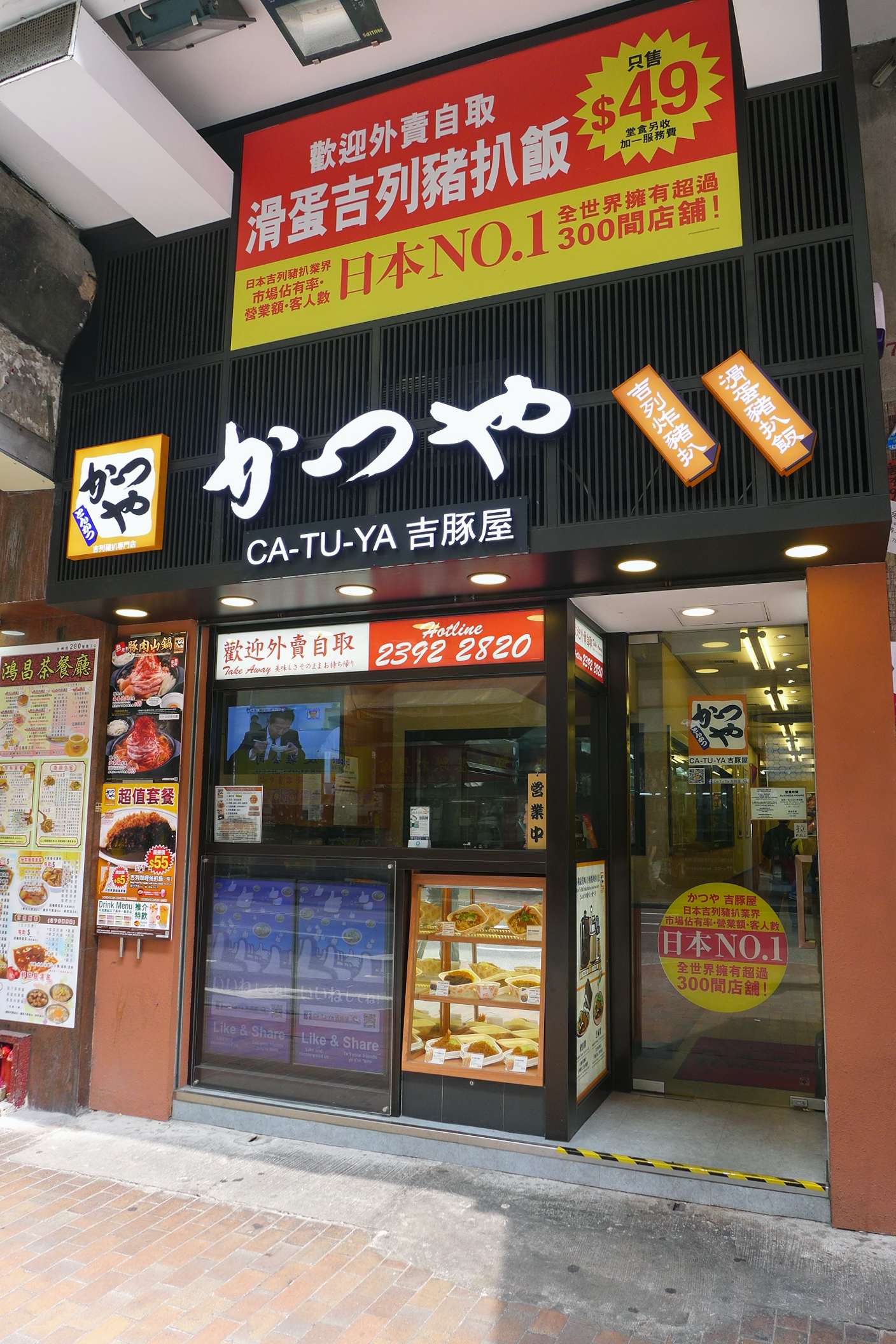
香港深水埗Ca-Tu-Ya
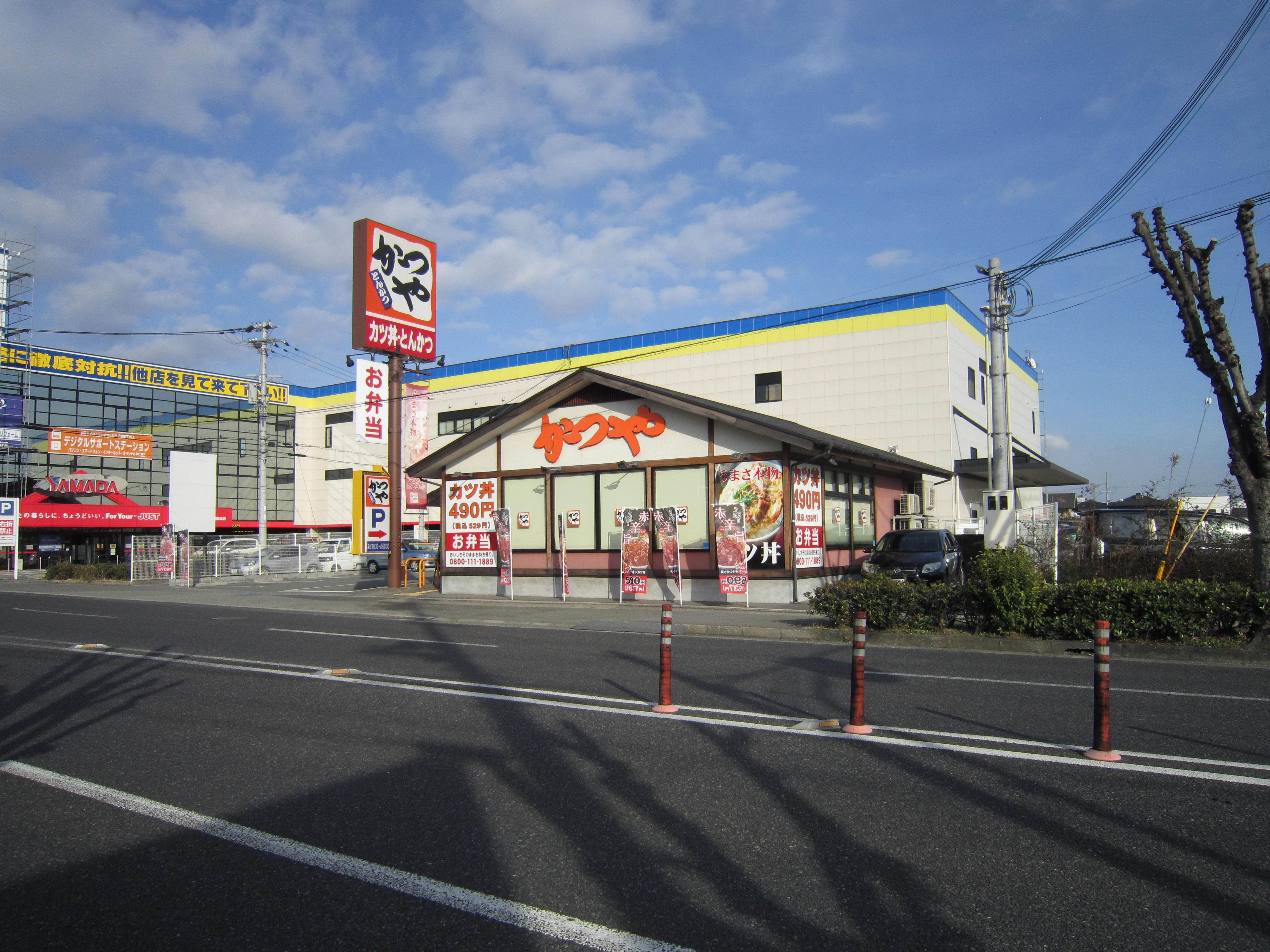
かつや 姫路手柄山店（兵庫県姫路市）
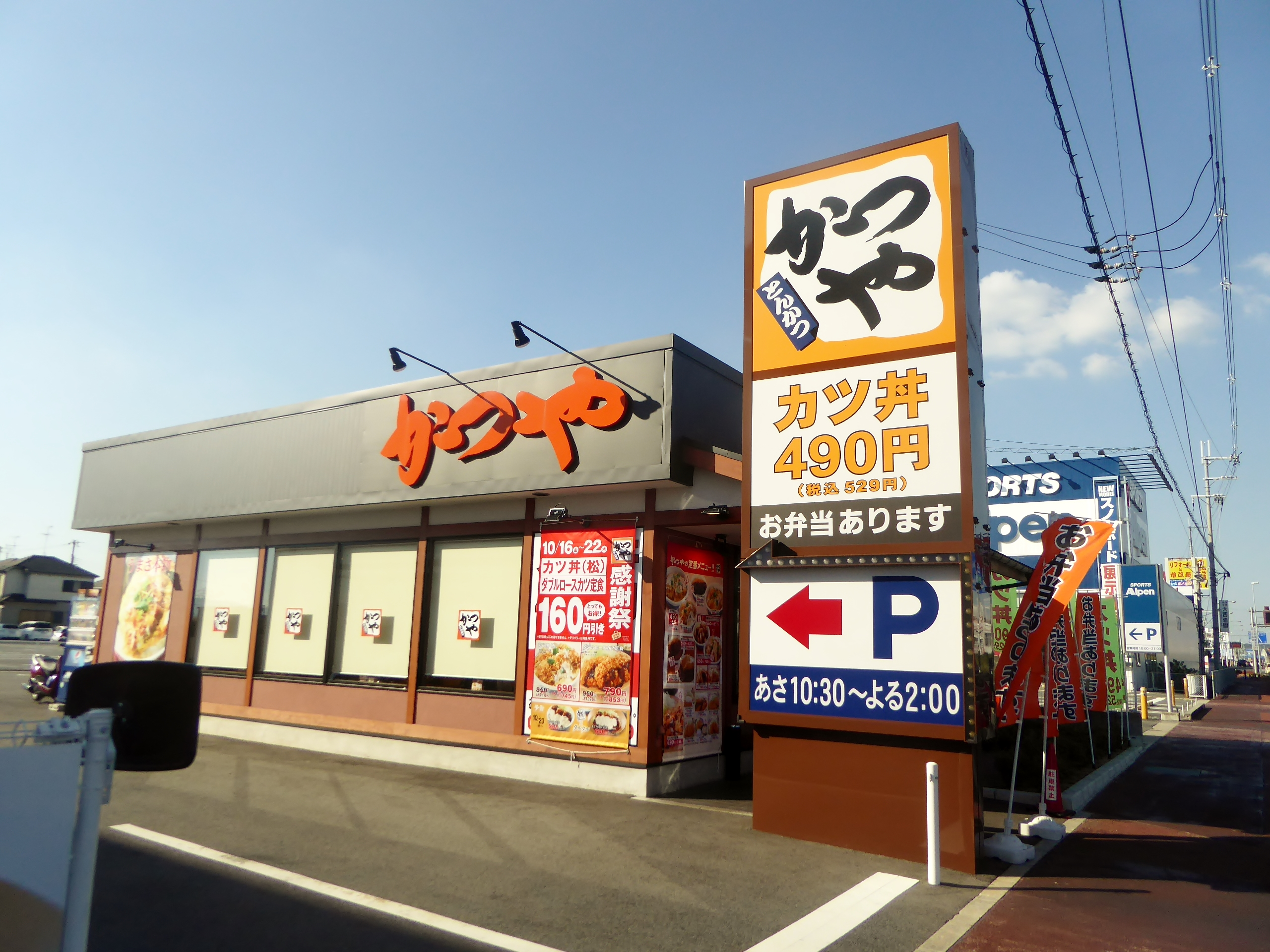
かつや 奈良尼ヶ辻店（奈良県奈良市）
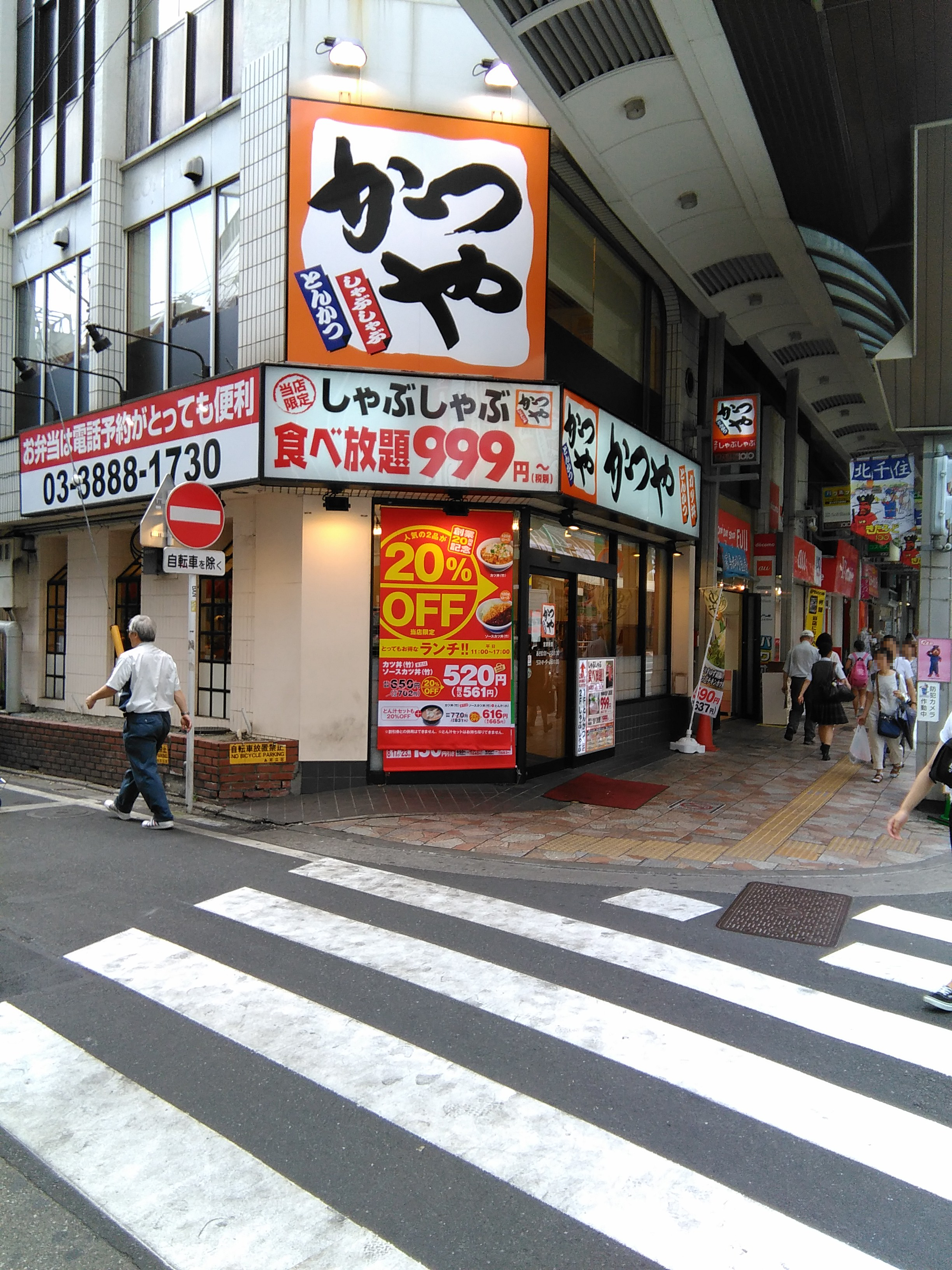
かつや 北千住西口店

## 備考
- 殆どの店舗において、テーブルに大根の漬物を常設し、店頭販売も行っている。
- 主たる顧客層は30代から50代の男性[2]。
- てんやが天丼で成功したことから、同じくオートフライヤーの仕組みを採用して天ぷら専門店「てんぷ亭」のチェーン展開を目論むが失敗し、カツ丼へ移行した。